# De Apparatspott – Ick heep keene Lust mehr hier ünnen
De Apparatspott – Ick heep keene Lust mehr hier ünnen ist der erste Film der Apparatspott-Reihe, einer Reihe von mehreren Parodien auf die Fernsehserie und Kinofilmreihe Star Trek in Plattdeutsch, die seit 1996 unter der Regie von Martin Hermann in Deutschland gedreht werden. Sie wird von den filmemokers aus Sulingen produziert. In Deutschland feierte der Film am 4. Dezember 1999 seine Kino-Premiere.
Die Reihe besteht aus den Filmen De Apparatspott – Ick heep keene Lust mehr hier ünnen, Apparatspott – Gerangel in Ruum un Tied sowie dem 2008 fertiggestellten Apparatspott – Dat mokt wie gistern.

## Handlung

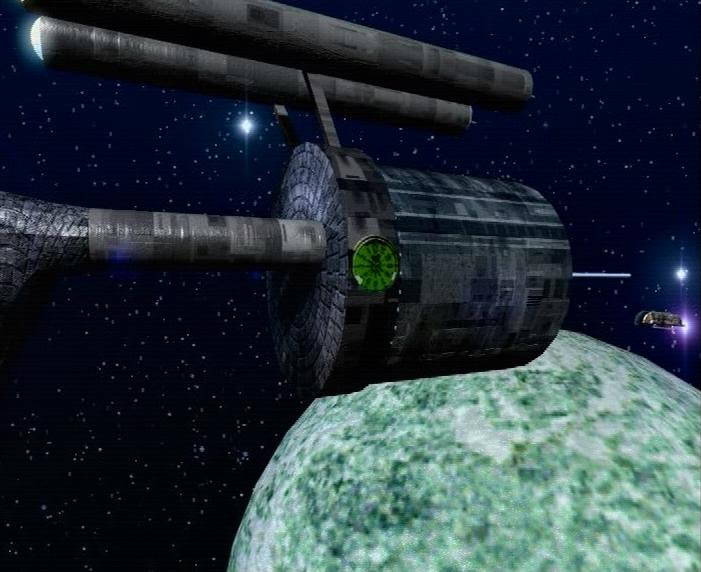
Animation des Raumschiffs aus dem Film

Nach der Kollision zweier Asteroiden trifft der Apparatspott (eigentlich das plattdeutsche Wort für Topf/Kessel für Einweckgläser) auf die havarierte Enterprise der zweiten Generation unter Captain Picard. Von dieser erhält der Apparatspott den Auftrag, benötigte Ersatzteile zu besorgen und um das Kollisionsgebiet warnende Steinschlag-Verkehrsschilder aufzustellen. Dazu wird Nr. Eent an Bord genommen. Doch während des Einsatzes zerstört der Apparatspott versehentlich einen außerirdischen Bierfrachter, was zu einer galaktischen Bierknappheit führt.

## Hintergrund
Der erste Teil der Reihe entstand ab 1996 als kleines Filmprojekt einer Gruppe privater Filmemacher, der filmemoker, aus Sulingen. Dieser erlangte durch die positive Aufnahme in den regionalen Medien nach der Fertigstellung 1999 so viel Aufmerksamkeit, dass er nun auch in einigen Kinos lief. Der Film, in dem sogar die Außerirdischen bestes Sulinger Platt schnacken, ist einerseits trashig, wurde andererseits aber als interessante Bereicherung der bisher nahezu nicht vorhandenen plattdeutschen Filmszene gewertet.
Die Macher des Films erhielten für ihn den Kulturpreis der Stadt Sulingen für ihr Engagement bezüglich der plattdeutschen Sprache. Zudem wurde der Film auf dem Oldenburger Filmfest gezeigt.